# Bisglaziovia behurioides
Bisglaziovia behurioides är en tvåhjärtbladig växtart som beskrevs av Célestin Alfred Cogniaux. Bisglaziovia behurioides ingår i släktet Bisglaziovia och familjen Melastomataceae. Inga underarter finns listade i Catalogue of Life.